# Ácido cimilglioxílico
En química se denomina ácido cimilglioxílico a un compuesto orgánico correspondiente a la fórmula empírica C12H13O4, monobásico y que forma sales en general solubles.

## Preparación
Se preparó oxidando con el permanganato potásico o el ácido nítrico la cimilmetilacetona y sus homólogos.

## Presentación
- Cuerpo líquido
- Se descompone con mucha facilidad perdiendo ácido carbónico para transformarse en un cuerpo que posee el olor del aldehído bencílico
- No se disuelve en el agua y si en el éter y en el alcohol

## Ácido metilsoftálico
Oxidado por un medio cualquiera da lugar a la formación del ácido metilsoftálico y en cantidades pequeñas de un ácido cimenocarbónico que se presenta cristalizado en agujas fusibles a 69° que se pueden sublimar.

## Ácido cimilglicólico
Reducido por el amalgama de sodio se transforma en ácido cimilglicólico que cristaliza en láminas poco solubles en agua fría.

## Ácido cimilacético
Si la reducción se verifica por medio del ácido yodhídrico y el fósforo o con el sulfhidrato amónico a una temperatura comprendida entre 250 y 300° se origina el ácido cimilacético que es fusible a 70°.